# Ardices conferta
Ardices conferta är en fjärilsart som beskrevs av Walker 1864. Ardices conferta ingår i släktet Ardices och familjen björnspinnare. Inga underarter finns listade i Catalogue of Life.